# Геноцид рохінджа
19°30′ пн. ш. 94°00′ сх. д. / 19.5° пн. ш. 94° сх. д.
Геноцид рохінджа — серія переслідувань і вбивств мусульманського народу рохінджа військовими М'янми що відбувається донині. Станом на 2020 рік геноцид складався з двох етапів: перший був військовим придушенням, що відбувався з жовтня 2016 року по січень 2017 року, а другий триває з серпня 2017 року. Криза змусила понад мільйон рохінджа втекти в інші країни. Більшість біженців втекли до Бангладеш, де згодом утворився найбільший у світі табір для біженців тоді як інші втекли до Індії, Таїланду, Малайзії та інших частин Південної та Південно-Східної Азії, де вони продовжують жити. Багато країн розцінюють ці події як етнічні чистки.
Переслідування мусульман рохінджа в М'янмі бере свій початок принаймні з 1970-х років. Відтоді народ рохінджа регулярно зазнавав переслідувань з боку уряду та буддійських націоналістів. Наприкінці 2016 року збройні сили та поліція М'янми розпочали серйозні репресії проти людей у штаті Ракайн, який розташований у північно-західному регіоні країни. Різними агентствами ООН, представниками Міжнародного кримінального суду, правозахисними групами, журналістами та урядами бірманські військові були звинувачені в здійсненні етнічних чисток і геноциду. ООН виявила докази широкомасштабних порушень прав людини, включаючи позасудові вбивства; розстріли; групові зґвалтування; підпали сіл, підприємств і шкіл рохінджа; і дітовбивства. Протягом першого місяця атак, з 25 серпня по 24 вересня 2017 року, було вбито щонайменше 6700 рохінджа. Уряд Бірми відкинув ці висновки, заявивши, що вони «перебільшені». За статистичними оцінками, які ґрунтувалися на опитуваннях, проведених серед 3321 домогосподарств біженців рохінджа в Кокс-Базарі, Бангладеш, військові та місцеве населення Ракхайну вбили щонайменше 25 000 осіб рохінджа, 18 тис. жінок та дівчат рохінджа було зґвалтовано, 116 000 рохінджа було побито, а 36 000 — спалено.
Військові дії змусили велику кількість людей залишити свої домівки, що спровокувало кризу біженців. Найбільша хвиля біженців рохінджа втекла з М'янми в 2017 році, що призвело до найбільшого відтоку людей в Азію з часів війни у В'єтнамі. За звітами ООН, станом на вересень 2018 року понад 700 000 людей втекли або були вигнані зі штату Ракхайн і знайшли притулок у сусідньому Бангладеш як біженці. У грудні 2017 року двох журналістів Reuters, які висвітлювали різанину в Інн-Діні, заарештували й ув'язнили. Міністр закордонних справ М'їнт Тху заявив журналістам, що М'янма готова прийняти 2000 біженців рохінджа з таборів у Бангладеш у листопаді 2018 року. Згодом, у листопаді 2017 року, уряди Бангладеш і М'янми підписали угоду про полегшення повернення біженців рохінджа до штату Ракхайн протягом двох місяців, що спричинило неоднозначну реакцію міжнародної спільноти. Верховний комісар ООН з прав людини Мішель Бачелет на початку серпня 2022 року відвідала Бангладеш і табори рохінджа поблизу кордону з М'янмою. У звітах повідомлялося, що прем'єр-міністр Бангладеш Шейх Хасіна попросила біженців повернутися до М'янми. Проте в ООН зауважили, що репатріація має здійснюватися добровільно та з гідністю, коли умови на кордоні та в М'янмі є безпечними для цього процесу. Наприкінці серпня 2022 року спеціальний посланець ООН провів чергову дискусію з лідерами Бангладеш, визнавши великий тиск як приймаючої країни. Водночас в ООН наголосили на важливості залучення рохінджа до прямих дискусій і процесів прийняття рішень щодо їхнього майбутнього та мінімізації маргіналізації.
Військові репресії проти народу рохінджа у 2016 році засуджено ООН (яка оцінила факти як можливі «злочини проти людяності»), правозахисна організація Amnesty International, Державний департамент США, уряд сусіднього Бангладешу та уряд Малайзії. Лідера Бірми та державного радника (де-факто голова уряду) і лауреата Нобелівської премії миру Аун Сан Су Чжі критикували за її бездіяльність і мовчання щодо цього питання та відсутність активних кроків для запобігання військовим злочинам. М’янму також критикували за переслідування журналістів під її керівництвом.
Переслідування у серпні 2017 року було розпочато у відповідь на напади Армії порятунку рохінджа Аракану на прикордонні пости М'янми. Різні агенції ООН, посадовці МКС, правозахисні групи та уряди назвали це переслідування етнічною чисткою та геноцидом. ООН назвала його «хрестоматійним прикладом етнічної чистки». Наприкінці вересня 2017 року колегія з семи членів Постійного народного трибуналу визнала бірманських військових та владу винними у злочині геноциду проти меншин рохінджа та качинської. Су Чжи знову розкритикували за мовчання щодо цього питання та підтримку військових дій. У серпні 2018 року Управління Верховного комісара ООН з прав людини заявило, що бірманських військових генералів слід судити за геноцид. 23 січня 2020 року Міжнародний суд ООН зобов'язав М'янму запобігти геноцидному насильству проти меншини рохінджа та зберегти докази минулих нападів.

## Фон

Розташування штату Ракхайн у М'янмі

Організація Об'єднаних Націй описала рохінджа як «одну з найменш прийнятих» і «одну з найбільш переслідуваних меншин у світі». Рохінджа позбавлені права на вільне пересування, а також права на отримання вищої освіти. Із 1982 року, коли був прийнятий закон про громадянство Бірми, їм офіційно відмовляють у громадянстві Бірми. Однак переслідування та маргіналізація рохінджа передували прийняттю цього закону (який лише формалізував юридичну дискримінацію проти них), що включало відмову в праві на отримання всіх необхідних послуг та засобів підтримки. Їм заборонено пересуватися без офіційного дозволу. Раніше від них вимагали підписати зобов'язання не мати більше двох дітей, але цей закон не дотримувався суворо. Їх регулярно змушують виконувати примусову працю: чоловіки рохінджа, як правило, повинні безоплатно працювати один день на тиждень на військових або урядових проектах і одну ніч на тиждень нести вартову службу. Через військових рохінджа також втратили значну частину своїх орних земель; пізніше землю було роздано буддистським поселенцям, які мігрували туди з інших регіонів М'янми.
М'янма, також відома як Бірма, — це країна в Південно-Східній Азії, що межує з Бенгальською затокою, Бангладеш та Індією на заході та Китаєм, Лаосом і Таїландом на сході. Демократія існує в М'янмі лише з 2011 року, коли військові країни уклали з опозицією угоду, за якою 8 листопада 2015 року було дозволено проведення вільних виборів. Лауреат Нобелівської премії миру Аун Сан Су Чжі була підвищена до державного радника М'янми після того, як роки провела під домашнім арештом.
Більшість населення М'янми сповідує буддизм (88–90 %), з невеликими групами меншин, члени яких сповідують інші віросповідання, включаючи невелику мусульманську меншість (4 %).
Населення західної прибережної провінції штату Ракайн складається з буддистів-араканців (близько 2 мільйонів осіб), і рохінджа (близько 1 мільйона осіб), переважно мусульман. Напруженість між буддистськими та мусульманськими громадами часто призводила до насильства в штаті Ракхайн, причому буддисти-націоналісти часто нападали на рохінджа. Рохінджа є окремою етнічною групою зі своєю мовою та культурою. Вони стверджують, що мають давній історичний зв'язок із штатом Ракхайн., і є нащадками арабських торговців, які оселилися в регіоні багато поколінь тому. Деякі вчені стверджують, що рохінджа проживають в регіоні з XV століття, тоді як інші стверджують, що, хоча деякі рохінджа ведуть своє походження від мусульман, які жили в Аракані протягом XV і XVI століть, більшість прибули до регіону, коли він був британською колонією протягом XIX та XX століть. Багато хто стверджував, що рохінджа з'явилися внаслідок чотирьох хвиль мусульманських міграцій з давніх часів до середньовіччя та британського колоніального періоду. Гутман (1976) та Ібрагім (2016) стверджують, що мусульманське населення з'явилося ще до прибуття етнічних ракхайнців у IX-Х століттях; припускаючи, що рохінджа є нащадками доараканського населення, яке існувало протягом 3 000 років, і хвиль мусульман, які змішалися з ними, утворивши сучасне рохінджа. Уряд М'янми відмовив рохінджа у громадянстві, оскільки вважає їх нелегальними іммігрантами з Бангладеш.

## Переслідування рохінджа в 2016 році

### Події, що передували переслідуванням у 2016 році
Переслідування мусульман рохінджа в М'янмі почалися ще в 1970-х роках. Відтоді народ рохінджа регулярно зазнавав переслідувань з боку уряду та націоналістів-буддистів. Напруга між різними релігійними групами в країні часто використовувалася минулими військовими правителями М'янми. Amnesty International зазначає, що права рохінджа зазнавали порушень під час колишніх військових диктатур з 1978 року, і в результаті багато з них втекли до сусіднього Бангладеш. У 2005 році Верховний комісар ООН у справах біженців допоміг у репатріації рохінджа з Бангладеш, але звинувачення в порушеннях прав людини в таборах для біженців поставили під загрозу ці зусилля. Після громадських заворушень у 2012 році, 2015 року в таборах для ВПО (внутрішньо переміщених осіб) залишалося 140 000 рохінджа.
У 2015 році Міжнародна клініка прав людини Алларда К. Лоуенштайна при Єльській юридичній школі знайшла «вагомі докази того, що проти рохінджа вчиняється геноцид». Після восьми місяців аналізу того, чи відповідає переслідування рохінджа в штаті Ракхайн критеріям геноциду, дослідження виявило, що бірманський уряд за допомогою екстремістських буддистських ченців несе відповідальність за етнічні чистки та геноцид проти рохінджа.

До останнього насильства у своєму «Звіті про запобігання звірствам» від 17 березня 2016 року Державний департамент США підсумував:
Ситуація в штаті Ракхайн є похмурою, частково через поєднання довготривалої історичної напруженості між громадами ракхайн та рохінджа, соціально-політичного конфлікту, соціально-економічної відсталості та тривалої маргіналізації як ракхайн, так і рохінджа з боку уряду Бірми. За оцінками Світового банку, штат Ракхайн має найвищий рівень бідності в Бірмі (78 %) і є найбіднішим штатом країни. Відсутність інвестицій з боку центрального уряду призвела до поганої інфраструктури та низького рівня соціальних послуг, а відсутність верховенства права — до неналежних умов безпеки. Члени громади рохінджа, зокрема, за повідомленнями, стикаються з порушеннями з боку уряду Бірми, включаючи катування, незаконні арешти і затримання, обмеження пересування, обмеження релігійної практики, а також дискримінацію при працевлаштуванні та доступі до соціальних послуг. У 2012 році міжобщинний конфлікт призвів до загибелі майже 200 рохінджа і переміщення 140 000 осіб. Протягом 2013—2015 років продовжували відбуватися поодинокі випадки насильства проти представників рохінджа.

### Початкові інциденти на кордоні
За звітами штату М'янма, 9 жовтня 2016 року озброєні особи напали на кілька прикордонних поліцейських постів у штаті Ракхайн, у результаті чого дев'ять поліцейських були вбиті. Також було викрадено зброю та боєприпаси. Напад стався переважно в містечку Маунгдо. Тижнем пізніше відповідальність взяло на себе новостворене повстанське угруповання Армія порятунку рогінджа Аракану (ARSA).

### Розгон
Після інцидентів на прикордонному посту бірманські військові розпочали серйозні репресії в селах північного штату Ракхайн. Під час першої операції десятки людей були вбиті, багато заарештовані. Втрати зросли, оскільки репресії тривали. Здійснювалися свавільні арешти, позасудові вбивства, групові зґвалтування, жорстоке поводження з мирними жителями та мародерство. Медіа повідомляли, що до грудня 2016 року сотні рохінджа були вбиті, і багато з них покинули М'янму як біженці, щоб знайти притулок у прилеглих районах Бангладеш. Індуси та інші немусульмани на півночі Ракхайну під час репресій звинуватили членів ARSA у вигнанні або вбивстві жителів їхніх сіл.
Наприкінці листопада Human Rights Watch опублікувала супутникові знімки, на яких видно близько 1250 будинків рохінджа в п'яти селах, спалених силами безпеки. Медіа та правозахисні групи часто повідомляли про сильні порушення прав людини бірманськими військовими. Під час одного з інцидентів у листопаді військові М'янми використали бойові вертольоти, щоб стріляти та вбивати селян. Станом на листопад 2016 року М'янма ще не дозволила медіа та правозахисним групам в'їхати в райони переслідувань. Таким чином, точні цифри жертв серед цивільного населення залишаються невідомими. Штат Ракхайн назвали «чорною інформаційною дірою».
Ті, хто втік з М'янми, щоб уникнути переслідувань, повідомляли, що жінок групово ґвалтували, чоловіків убивали, будинки підпалювали, а маленьких дітей кидали в палаючі будинки. Бірманські військові часто розстрілювали човни з біженцями рохінджа на річці Наф.
3 лютого 2017 року Управління Верховного комісара ООН з прав людини (УВКПЛ) оприлюднило звіт, заснований на інтерв'ю з понад 200 біженцями рохінджа, у якому говорилося, що зловживання включали групові зґвалтування, масові вбивства та вбивства дітей. Майже половина опитаних зазначила, що члени їхніх родин були вбиті. Половина опитаних жінок заявили, що зазнали зґвалтування або сексуального насильства: у звіті сексуальне насильство описується як «масове та систематичне». Стверджується, що армія та поліція спалили «будинки, школи, ринки, магазини та мечеті», що належали або використовувалися рохінджа.
У березні 2017 року поліцейський документ, отриманий Reuters, перераховував 423 рохінджа, затриманих поліцією з 9 жовтня 2016 року, 13 з яких були дітьми, наймолодшому було десять років. Два капітани поліції в Маундо перевірили документ і виправдали арешти; один з них сказав: «Ми, поліція, повинні заарештувати тих, хто співпрацював з нападниками, діти це чи ні, але суд вирішить, чи винні вони; не ми вирішуємо». Бірманська поліція також стверджує, що діти під час допитів зізналися у скоєнні злочинів і що їх не били і не тиснули під час допитів. Середній вік затриманих — 34 роки, наймолодшому — 10 років, а найстаршому — 75 років.
24 жовтня 2018 року Марзукі Дарусман, голова Незалежної міжнародної місії зі встановлення фактів у М'янмі, повідомив про приклади звірств, скоєних силами безпеки М'янми проти мусульман рохінджа. Ця незалежна міжнародна місія зі встановлення фактів була заснована в 2017 році Радою ООН з прав людини в Женеві.

### Використання мови ворожнечі
У звіті, опублікованому в березні 2024 року, IIMM заявив, що військові «систематично і скоординовано» «поширювали матеріали, покликані вселяти страх і ненависть до меншини рохінджа». У звіті зазначено, що військові використовували десятки, здавалося б, не пов'язаних між собою сторінок у Facebook для поширення мови ворожнечі проти рохінджа ще до геноциду рохінджа у 2017 році.

## 2017 – дотепер: геноцид рохінджа

### Перелив у геноцид 2017 року— теперішній час
У січні 2017 року щонайменше чотири співробітники поліції були затримані державними органами після того, як в Інтернеті з'явилося відео, на якому силовики б'ють мусульман рохінджа в листопаді 2016 року. На відео чоловіків і хлопчиків рохінджа змушували сидіти рядами з руками за головою, поки їх били кийками і ногами. Це був перший інцидент, коли уряд покарав власні сили безпеки в регіоні з початку репресій.
21 січня 2017 року тіла трьох чоловіків рохінджа були знайдені в неглибоких могилах у Маунгдо. Це були місцеві жителі, які тісно співпрацювали з місцевою адміністрацією і уряд вважає, що вони були вбиті повстанцями рохінджа під час відплатного нападу.
4 липня 2017 року натовп із принаймні сотні буддистів-араканців у Сіттве напав із цеглою на сімох чоловіків рохінджа з табору для внутрішньо переміщених осіб Дапаїн, убивши одного та тяжко поранивши іншого. Поліція супроводжувала рохінджа до доків Сіттве, щоб придбати човни, але на них напали, незважаючи на те, що поруч був озброєний конвой. Речник Міністерства внутрішніх справ Бірми повідомив, що неозброєний молодший поліцейський перебував з рохінджа під час нападу, але не зміг зупинити нападників. 26 липня 2017 року чоловіка затримали за причетність до нападів.
30 липня 2017 року пакунки високоенергетичного печива, надані Всесвітньою продовольчою програмою ООН (ВПП) як допомогу, були виявлені в схованці терористів у гірському хребті Маю в містечку Маунгдо. Уряд штату Ракхайн і Всесвітня продовольча програма розслідували припущення про зловживання продовольчою допомогою. 31 липня 2017 року в містечку Ратедаунг було знайдено три обезголовлені тіла. Урядовий чиновник заявив, що їх убили повстанці рохінджа. 3 серпня 2017 року в містечку Маунгдо було знайдено вбитими шістьох фермерів Мро. Ймовірно це зробили мусульманські бойовики.
25 серпня 2017 року уряд М'янми оголосив, що 71 особа (один солдат, один офіцер імміграції, 10 поліцейських і 59 повстанців) в штаті Ракхайн були вбиті протягом ночі під час скоординованих атак до 150 повстанців на 24 поліцейські пости та армійську базу 552-го батальйону легкої піхоти. Армія М'янми заявила, що атака почалася близько першої години ночі, коли повстанці, озброєні бомбами, стрілецькою зброєю та мачете, підірвали міст. Далі йдеться, що більшість нападів сталася приблизно з 3:00 до 4:00 ранку. Армія порятунку рохінджа Аракана (ARSA) стверджувала, що вони вживали «оборонних дій» у 25 різних місцях, і звинуватила військових уряду в зґвалтуванні та вбивстві мирних жителів. Група також стверджувала, що Ратедаунг знаходиться в блокаді вже більше двох тижнів, морить рохінджа голодом, і що урядові війська готуються зробити те ж саме в Маунгдо.
Урядові та військові звіти Бірми намагалися висвітлити страждання інших етнічних груп від рук бойовиків рохінджа, таких як буддисти Ракхайну та індуїсти. За даними Amnesty International, у серпні 2017 року ARSA вбила до 99 індусів. Індуси та інші немусульмани на півночі Ракхайну під час розгону армії М'янми звинуватили членів ARSA у вбивстві жителів або підпалі будинків у їхніх селах, а Радіо Вільна Азія повідомило, що через Насильство ARSA понад 1200 індуїстів втекли до таборів біженців у Маунгдо та Сіттве. Індуські біженці та уряд М'янми стверджували, що бойовики рохінджа змушували решту індуських жінок прийняти іслам і вивозили їх до Бангладеш. ARSA також несе відповідальність за вбивства співвітчизників рохінджа в таборах для біженців Бангладеш.
Спеціальна доповідачка ООН з прав людини у М'янмі Янґі Лі повідомляє, що з 25 серпня в результаті насильства загинуло щонайменше 1 000 осіб. Вона додала, що ця цифра «дуже ймовірно є заниженою». Вона також применшила шанси на те, що генерали М'янми коли-небудь побачать Міжнародний кримінальний суд зсередини завдяки «потужним міжнародним захисникам».
У жовтні 2018 року Лі повідомив, що Су Чжи заперечує ці звинувачення. Уряд Су Чжі заперечував «незалежні міжнародні розслідування» та перевірки. Лі описала ситуацію як «апартеїд», коли затримані рохінджа відокремлені від «етнічної громади Ракхайн» і не мають «свободи пересування».
23 квітня 2019 року бірманський військовий корабель обстріляв село рохінджа Бутхідаун. Згодом військові встановили заборонені міжнародними конвенціями міни вздовж північної частини штату Ракхайн, щоб запобігти втечі рохінджа на північний захід до Бангладеш. Бірманські солдати нібито розстрілювали цивільних рохінджа, які тікали на південь. Ті, хто залишився, нібито стали мішенню для повітряних атак. Деякі джерела описують рохінджа як народ, що опинився в пастці в «зоні геноциду».
У листопаді 2019 року коаліція етнічних повстанців у М'янмі «Альянс трьох братів» опублікувала заяву, в якій привітала зусилля міжнародної спільноти, спрямовані на покарання хунти їхньої країни за допомогою судових процесів за ймовірний геноцид проти груп етнічних меншин, зокрема рохінджа.
На початку квітня 2020 року уряд М'янми видав дві президентські директиви: Директиву № 1/2020 та Директиву № 2/2020. Вони були звільнені після січневого наказу Міжнародного суду для уряду та військових припинити геноцид проти мусульманської етнічної групи рохінджа. Директива № 1/2020 передбачає, що відповідальні органи влади зобов'язані гарантувати, що будь-хто, хто знаходиться під їх контролем, не вчиняє дії, що призводять до геноциду. Директива № 2/2020 забороняє всім міністерствам і уряду штату Ракхайн знищувати січневе розпорядження МС, а також вимагає збереження доказів будь-якої злочинної діяльності, яка може призвести до геноциду.

### Переслідування та репресії
Після нападу на сили безпеки військові М'янми відповіли «важким контрнаступом» і розпочали «чистки» проти рохінджа за допомогою буддистської поліції. За перший тиждень було вбито щонайменше 130 представників рохінджа. Рохінджа почали масово тікати з М'янми та намагався сховатися в Бангладеш. Військові М'янми часто відкривали вогонь з мінометів і кулеметів по рохінджа, що тікали, і тіла багатьох рохінджа почали викидатися на берег із потонулих човнів, які намагалися перетнути річку Наф, щоб увійти до Бангладеш. До другого тижня було вбито щонайменше 1000 рохінджа.
Група рохінджа Аракан Рохінджа Товариство за мир і права людини, засноване вбитим активістом рохінджа Мохібуллою, почало документувати докази звірств, скоєних у М'янмі в серпні 2017 року, після того, як члени-засновники втекли з М'янми та прибули в Кокс-Базар, Бангладеш. Організація ходила в таборі від дверей до дверей, збираючи інформацію про кількість людей у кожному домі, які були вбиті, поранені чи зґвалтовані; які будинки згоріли; та інші свідчення очевидців злочинів, скоєних у штаті Ракхайн у 2016 та 2017 роках. Документація, яку вони зібрали на сьогодні, включає інформацію від понад 3000 свідків різних серйозних міжнародних злочинів.

### Масові розправи та вбивства
У серпні 2018 року було проведено дослідження, згідно з яким понад 24 000 рохінджа були вбиті бірманськими військовими та місцевими буддистами з часу проведення «операцій із зачистки», що розпочалися 25 серпня 2017 року. Дослідження також показало, що понад 18 000 мусульманських жінок і дівчат рохінджа були зґвалтовані, 116 000 рохінджа були побиті, а 36 000 рохінджа були кинуті у вогонь. Також повідомлялося, що лише за перший місяць після початку репресій було вбито щонайменше 6700-7000 рохінджа, включаючи 730 дітей. Більшість із них загинули від пострілів, інші згоріли вдома. Джерела описали їхні вбивства як «насильницьку смерть». Також надходили повідомлення про масові вбивства рохінджа військовими та буддистськими бойовиками в селі Чут П'їн біля Ратедаунга. Кріс Лева, директор проекту Аракан, заявив, що вони отримали повідомлення про 130 вбитих у селі. 7 вересня 2017 року The Guardian повідомила про масове вбивство рохінджа в селі Тула Толі та назвала це різаниною Тула Толі. За проєктом Аракан, було виявлено докази ймовірних масових поховань, включаючи метадані мобільного телефону з міткою часу, що вказує на дату 27 серпня.
У лютому 2018 року агентство Reuters повідомило про різанину, яка сталася в селі Інн-Дін штату Ракхайн 2 вересня 2017 року. Ця подія відома як різанина в Інн-Діні. Десятеро чоловіків рохінджа, які були захоплені в полон у селі рохінджа Інн-Дін, були вбиті членами бірманської армії та селянами-буддистами, які сформували «неформальне ополчення» для нападу на села рохінджа. Жертви були забрані серед сотень селян рохінджа, які зібралися біля пляжу, щоб знайти безпеку. Агентство Reuters ідентифікувало всіх десятьох жертв: п'ятеро чоловіків були рибалками, двоє були власниками магазину, один був учителем ісламу, а останні двоє були учнями середньої школи.
9 березня 2024 року артилерійський снаряд поліції М'янми влучив у район Аунг Мінгалар у Сіттве. П'ятеро рохінджа були вбиті, десять (включаючи дітей) отримали серйозні поранення.
5 серпня 2024 року армія Аракана атакувала цивільних осіб рохінджа в містечку Маунгдо, штат Ракхайн, убивши 221 людину.

### Підпал села та пограбування
У вересні 2018 року Незалежна міжнародна місія ООН зі встановлення фактів у М'янмі оприлюднила звіт, в якому йдеться про те, що з 25 серпня 2017 року щонайменше 392 села рохінджа в штаті Ракхайн були зрівняні з землею. Раніше Human Rights Watch у грудні 2017 року заявила, що виявила, що 354 села рохінджа в штаті Ракхайн були спалені та знищені військовими М'янми. Ці руйнування включали тисячі споруд, переважно будинків, які використовували мусульмани рохінджа. Льова систематично звинувачував сили безпеки кожного села, що горіло, а також звинувачував підпалювачів рохінджа в спаленні буддійського села Пю Ма. Відео, надане ABC News монітором з прав людини, нібито показує спалення села, а на іншому ролику — свіжовикопаний земляний курган, ймовірно могили вбитих.
Перед різаниною в Інн-Діні на початку вересня 2017 року військовослужбовці М'янми та буддистські жителі села Інн-Дін пограбували хутори рохінджа в Інн-Діні, а потім спалили будинки рохінджа. Пізніше кілька буддистських селян зізналися Reuters, що підпалили будинки рохінджа гасом і брали участь у різанині 2 вересня. 33-тя легка піхотна дивізія армії М'янми, 8-й батальйон поліції безпеки та буддистські селяни брали участь у розграбуванні майна рохінджа, кіз, корів, великої рогатої худоби та мотоциклів. Тант Зін Оо, командир 8-го батальйону, пізніше продав корів і худобу в обмін на гроші.
Рохінджа з Бутхідаунга заявили заступнику міністра з прав людини Уряду національної єдності М'янми Аунг К'яу Мо, що армія Аракха спалила місто після того, як 17 травня наказала їм піти геть.

### Групові зґвалтування та сексуальне насильство

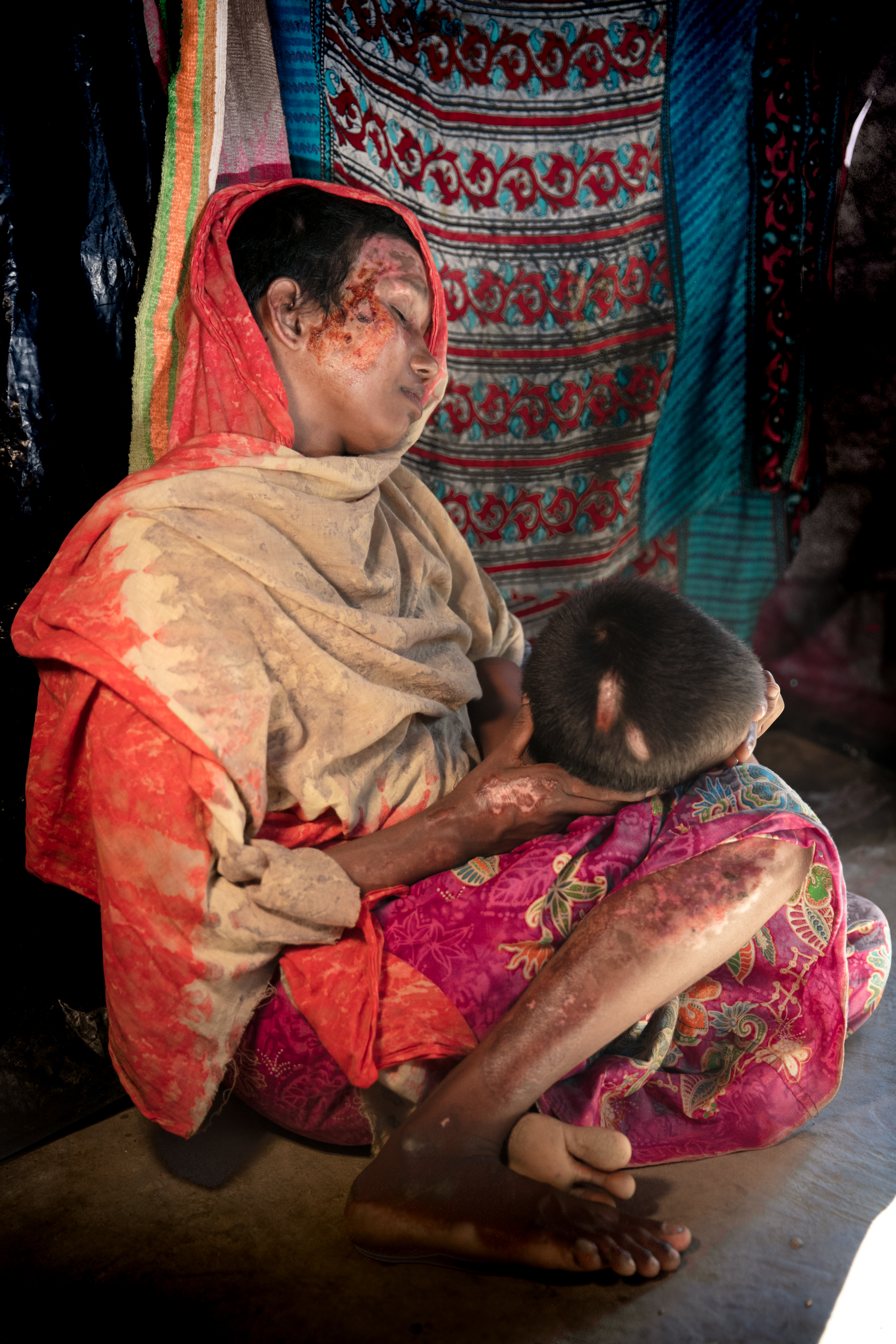
Жінка рохінджа, вся в синцях і опіках; війська Татмадау затягли її в будинок, зґвалтували і намагалися спалити будинок, замкнувши її всередині.

У листопаді 2017 року як офіційні особи ООН, так і Human Rights Watch повідомили, що збройні сили М'янми протягом останніх трьох місяців вчиняли масові групові зґвалтування та інші форми сексуального насильства проти мусульманських жінок і дівчат рохінджа. Окрім Збройних сил, у цих звірствах брали участь прикордонна поліція М'янми та буддистські ополченці Ракхайн. Х'юман Райтс Вотч заявила, що групові зґвалтування і сексуальне насильство були скоєні в рамках кампанії етнічних чисток, а Праміла Паттен, Спеціальний представник Генерального секретаря ООН з питань сексуального насильства в умовах конфлікту, заявила, що жінки і дівчата рохінджа стали «систематичною» мішенню для зґвалтувань і сексуального насильства через їхню етнічну приналежність і релігію. Інші форми сексуального насильства включали сексуальне рабство у військовому полоні, примусове публічне оголення та приниження. Деякі жінки та дівчата були зґвалтовані до смерті, а інші були знайдені з сирими травмами після того, як вони прибули до таборів для біженців у Бангладеш. Human Rights Watch повідомила про 15-річну дівчинку рохінджа, яку безжально тягнули по землі понад 50 футів, а потім зґвалтували десять бірманських солдатів.

### Знищення слідів злочинів
У лютому 2018 року повідомлялося, що бірманські військові знищили бульдозерами та розрівняли спалені села рохінджа та братські могили, щоб знищити докази скоєних звірств. Ці села були заселені рохінджа до того, як їх спалили бірманські військові під час репресій 2017 року. Деякі неушкоджені села, які втратили своїх мешканців рохінджа через військові репресії, також були знесені бульдозерами.

### Цензура та переслідування журналістів
Після інциденту 25 серпня М'янма заблокувала доступ медіа та візити міжнародних організацій до штату Ракхайн. Поблизу Рангуна 12 грудня 2017 року двом журналістам Reuters, які висвітлювали історію біженців, поліція пред'явила звинувачення та ув'язнила їх за порушення колоніального закону 1923 року про збереження таємниці. 1 лютого 2018 року суд М'янми відмовив у звільненні під заставу для двох журналістів Reuters. Генеральний секретар ООН Антоніу Гутерріш висловив свою стурбованість і закликав звільнити двох журналістів, які були звільнені 7 травня 2019 року разом із понад 6000 іншими в'язнями згідно з помилуванням президента.

### Оформлювальні операції

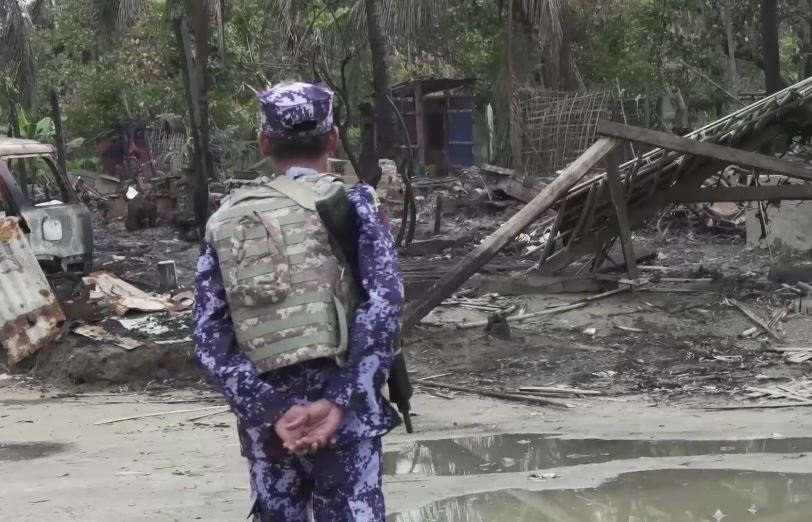
Співробітник сил безпеки М'янми біля згорілих будинків

Відповідно до «Звіту місії Управління Верховного комісара ООН з прав людини» (опублікованого 11 жовтня 2017 року Управлінням Верховного комісара ООН з прав людини), на початку серпня 2017 року бірманські військові почали «систематичний» процес вигнання сотень тисяч рохінджа з М'янми. У звіті зазначається, що «до інцидентів і репресій 25 серпня застосовувалася стратегія»:
- заарештовувати та довільно затримувати чоловіків-рохінджа віком від 15 до 40 років;
- заарештовувати та свавільно затримувати рохінджа громадських діячів, лідерів, культурних і релігійних діячів;
- ініціювати дії, щоб позбавити селян рохінджа доступу до їжі, засобів до існування та інших засобів для повсякденної діяльності та життя;
- вчиняти неодноразові акти приниження та насильства до, під час і після 25 серпня, щоб масово вигнати жителів села рохінджа шляхом підбурювання до ненависті, насильства та вбивств, зокрема шляхом оголошення рохінджа бенгальцями та незаконними поселенцями в М'янмі;
- вселити глибокий і широко поширений страх і травму — фізичну, емоційну та психологічну — у жертв рохінджа через акти жорстокості, а саме вбивства, зникнення, тортури, зґвалтування та інші форми сексуального насильства.[150][151]

### Військова повинність

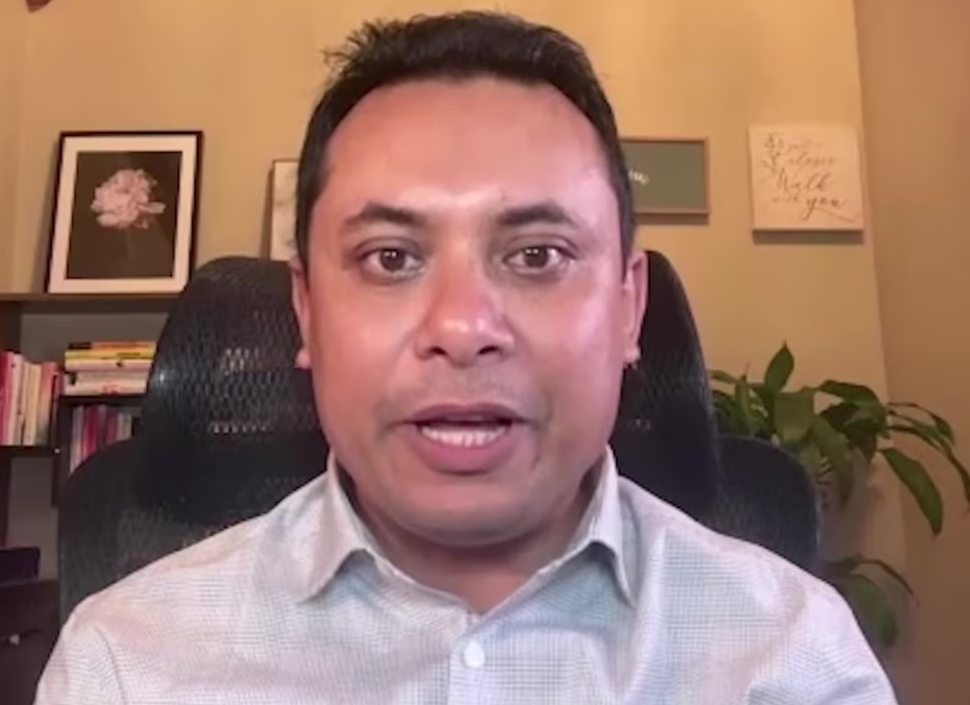
Аунг К'яу Мо, заступник міністра з прав людини в уряді національної єдності М'янми, говорить з Голосом Америки про призов рохінджа на військову службу 8 березня 2024 року.

За повідомленнями, з 10 лютого 2024 року «Татмадау» призиває на військову службу молодих чоловіків рохінджа віком від 18 до 35 років, незважаючи на те, що закон поширюється лише на громадян країни. У тому числі 100 чоловіків з чотирьох сіл міста Бутхідаун, вони проходять 14-денну базову підготовку, в той час як хунта обіцяє їм посвідчення особи, мішок рису та щомісячну зарплату в розмірі 41 долар США. Ті, хто відмовляється від служби, штрафуються на півмільйона к'ятів. Татмадау також поширює антиракхайнські повідомлення серед призовників рохінджа під виглядом самооборони. Активісти попереджали, що призовників використовуватимуть як живий щит. Багато рохінджа, які ухиляються від призову, висловили готовність замість цього приєднатися до армії Аракана.
За словами активіста рохінджа та заступника міністра з прав людини уряду національної єдності Аунг Кяв Мо, близько 100 призовників рохінджа були вбиті в Сіттве. Одне тіло було передане Татмадау лідерам громади, а чиновники запропонували сім'ям два мішки рису та мільйон к'ятів як компенсацію.

## Криза біженців

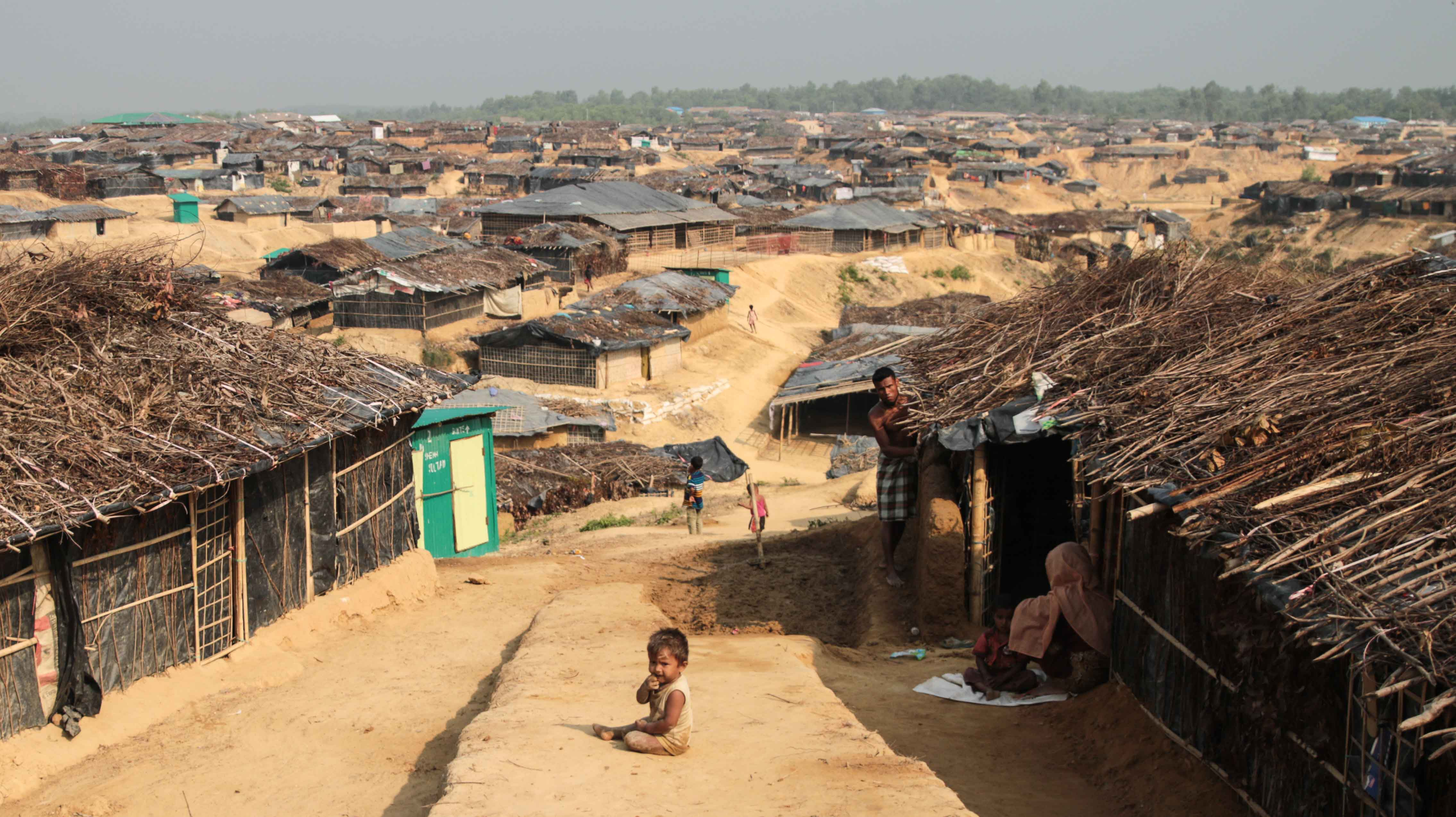
Табір біженців Кутупалонг у Бангладеш у березні 2017 року

У 2017 році переважна більшість рохінджа були змушені покинути свої домівки і стали біженцями в результаті геноциду. На піку кризи того ж року понад мільйон, за деякими даними, лише в січні, 92 000 рохінджа були змушені тікати до інших країн через насильство. Більшість втекли до Бангладеш, інші — до Індії, Таїланду, Малайзії та інших частин Південної та Південно-Східної Азії. За оцінками, близько 650 000 мусульман рохінджа втекли з М'янми станом на листопад 2017 р. Криза біженців призвела до найбільшої людської еміграції в Азії з часів війни у В'єтнамі. За даними Організації Об'єднаних Націй, станом на січень 2018 року майже 690 000 рохінджа втекли або були вигнані зі штату Ракхайн, шукаючи притулку в Бангладеш. До цього часу близько 65 000 втекли з М'янми до Бангладеш у період з жовтня 2016 року по січень 2017 року, а ще 23 000 були внутрішньо переміщеними особами.
У лютому 2017 року уряд Бангладеш оголосив, що планує переселити нових біженців та ще 232 000 біженців рохінджа, які вже перебувають у країні, на Бхасан Чар, осадовий острів у Бенгальській затоці. Острів вперше з'явився приблизно в 2007 році, утворившись з вимитого мулу з річки Меґхна. Найближча заселена земля, острів Хатія, знаходиться приблизно в 30 км. Інформаційні агентства цитують регіонального чиновника, який описує план як «жахливий». Цей крок викликав суттєву опозицію з боку низки партій. Правозахисні групи назвали цей план примусовим переселенням. Крім того, були висловлені занепокоєння щодо умов життя на острові, який низинний і схильний до повеней. Острів був описаний як «доступний лише взимку та притулок для піратів». Владу Бангладеш звинувачують у побитті рохінджа, які намагаються втекти або протестують проти своїх умов у Бхасан-Чар. Біженцям відгукнулися різні напрямки:
- 30 квітня 2017 року Шрі-Ланка перехопила та затримала індійський човен із 32 біженцями рохінджа біля свого північного узбережжя після того, як він увійшов у води Шрі-Ланки.[171]
- У травні 2017 року в Бангладеш затримали 12 рохінджа і двох контрабандистів, які намагалися залишити країну на човні до Малайзії.[172]
- У серпні 2017 року Таїланд оголосив, що «готується прийняти» біженців рохінджа, які втікають з М'янми.[173]
- 14 серпня 2017 року Індія оголосила, що депортує близько 40 000 біженців рохінджа, включаючи 14 000 зареєстрованих в Агентстві ООН у справах біженців. За кілька місяців до оголошення в країні пройшла серія протестів проти рохінджа.[174]
- У вересні 2017 року Непал посилив спостереження на своєму кордоні з Індією, щоб запобігти в'їзду нових біженців рохінджа. Невелика громада біженців рохінджа живе в столиці Катманду.[175] Біженці рохінджа в таборі для біженців у Бангладеш, 2017 рік

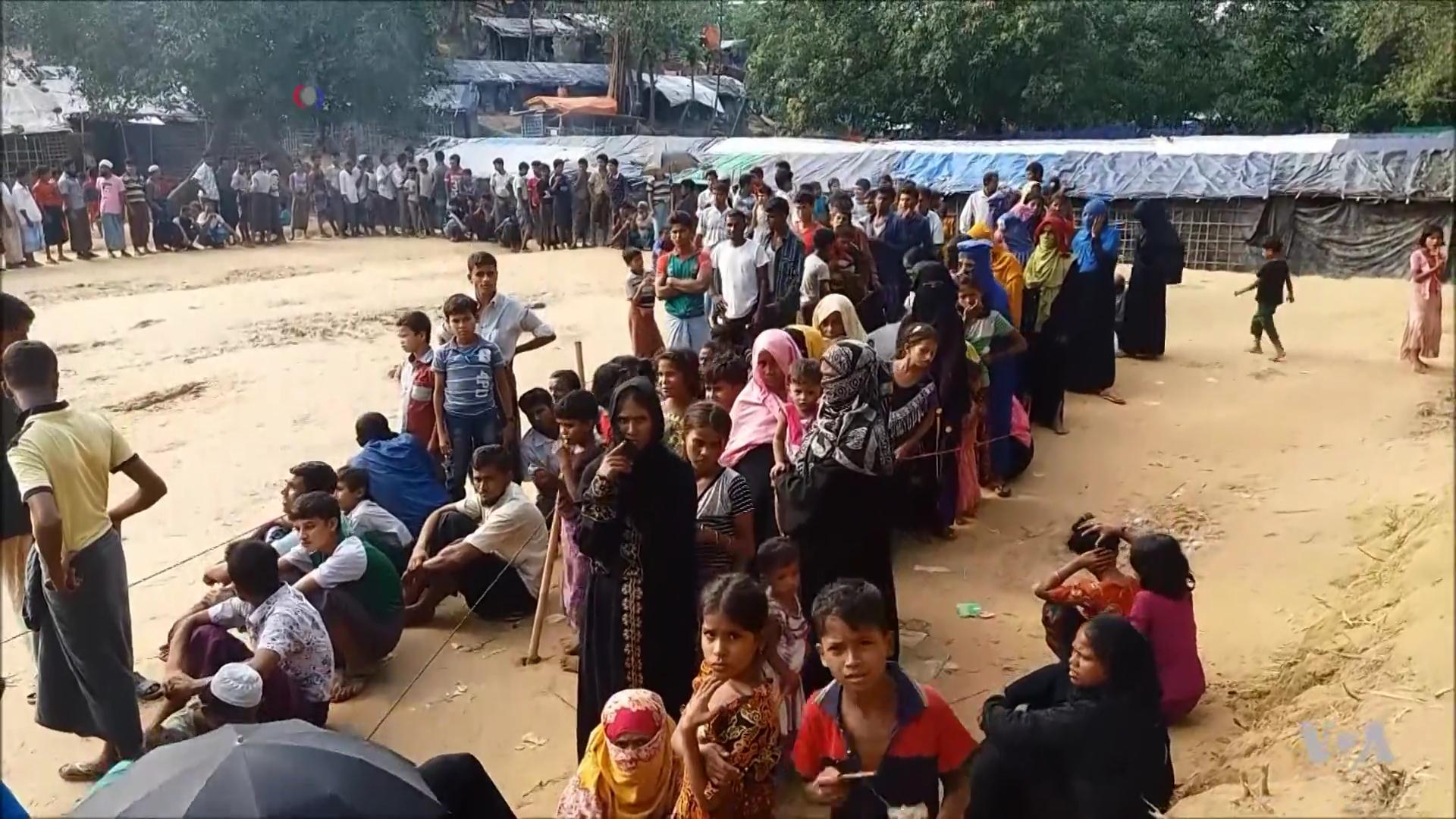
Біженці рохінджа в таборі для біженців у Бангладеш, 2017 рік

- У листопаді 2017 року уряд Бангладеш підписав угоду з М'янмою про повернення біженців рохінджа в їхні будинки на території Ракхайн.[26] Угода була укладена після дипломатичної зустрічі з цього питання між Аун Сан Су Чжі та Абул Хасаном Махмудом Алі, міністром закордонних справ Бангладеш.[176]
- У вересні 2024 року близько 8000 рохінджа втекли до Бангладеш, рятуючись від насильства в західному штаті Ракхайн.[177]

Міжнародні оглядачі розцінили цю угоду як свідоме намагання Су Чжі відповісти на критику щодо її відсутності дій у конфлікті. Це рішення, прийняте після того, як Організація Об'єднаних Націй і Рекс Тіллерсон, держсекретар США, оголосили, що дії, вжиті бірманською армією проти біженців рохінджа, становлять етнічну чистку, було зустрінуте групами допомоги з ваганнями та критикою.

## Висвітлення в національних та міжнародних медіа

### М'янма
У 2014 році уряд М'янми наказав медіа не публікувати теми, що стосуються рохінджа. Зокрема, головний редактор Myanmar Times надіслав записку своїй редакційній команді, в якій зазначено:
... жоден матеріал про рохінджа, бенгальців, мусульман і буддистів, а також про поточні проблеми в Ракхайн не повинен з'являтися в жодній з наших газет без прямого схвалення з мого столу... Наше висвітлення навряд чи матиме суттєве значення в схемі речей, і, здається, немає сенсу класти наші голови на блок прямо зараз ...
За словами засновника Irrawaddy Аун Зоу в 2015 році, бірманським репортерам редактори наказали бути обережними або ігнорувати проблему рохінджа при підготовці репортажів. Зоу пояснює самоцензуру потенційною міжнародною реакцією, з якою може зіткнутися М'янма, висвітлюючи тему рохінджа. Влада Ракхайн максимально ізолювала рохінджа від м'янманського суспільства та міжнародних відвідувачів. Відомо, що рохінджа, які розмовляли зі спеціальними доповідачами ООН або журналістами, були заарештовані та/або побиті за те, що вони давали свідчення.
Сам Іраваді був звинувачений у розпалюванні настроїв проти рохінджа в 2017 році. Активіст рохінджа з М'янми Най Сан Лвін того ж року зазначив, що всі місцеві медіа, включаючи бірманськомовні версії BBC, VOA та RFA, після заворушень у штаті Ракхайн у 2012 році прийняли упередження на користь військових.

### Інші країни
Висвітлення кризи рохінджа в різних країнах висвітлюється по-різному. Доктор Хадімул Іслам з Університету Міссісіпі якісно проаналізував 50 новин і кількісно 258 новин Бангладеш, Індії та Китаю. Іслам виявив, що новини з Індії та Бангладеш зосереджувалися на «людських інтересах і протестах»,¹ тоді як китайські ЗМІ зосереджувалися на безпеці та конфлікті рохінджа, причому в своїх звітах найчастіше цитувалися урядовці М'янми.
Згідно з дослідженням Іслама, фрейм людського інтересу був найпоширенішим фреймом, оскільки на нього припадає 28 % новинних повідомлень. Це свідчить про те, що ці історії найбільше показували людське обличчя проблеми і широко описували жорстокі дії армії М'янми. Другий за частотою фрейм — протест (22,2 %), який зосереджується переважно на протестах і критиці уряду М'янми за його дії проти рохінджа. У 21,5 % новинних повідомлень, присвячених різним аспектам допомоги, включаючи заклики про допомогу та надання притулку, використовувався фрейм допомоги. «Частота використання фрейму безпеки в статтях становить 11,6 %, а фрейму конфлікту — 7,5 %. Лише 2 % новинних повідомлень використовували інші фрейми, які не підпадають під шість категорій фреймів, розроблених у цьому дослідженні».

#### Бангладеш
У звітах Бангладеш найбільш цитованими джерелами були агентства з надання допомоги рохінджа з 19,6 % вибірки медіа. На другому місці були національні чиновники з 17,8 % вибірки ЗМІ, а М'янма згадувалася найменше (5,9 %).¹ У дослідженні Ісламу також було знайдено бангладешські новини, в яких виявлено, що рохінджа — 10,4 %, іноземні чиновники — 16,3 %, місцеві адміністратори — 14,1 %, національна еліта — 14,8 %, інші — 8,3 %.

#### Індія
За з дослідженням доктора Хадімула Іслама, індійські медіа найчастіше цитували національних чиновників у питанні рохінджа — 34,7 %. Далі агенції з надання допомоги були названі 20,8 %, а М'янма виявилася 6,9 %. Іслам також зазначає, що «рохінджа» були 8,3 %, іноземні посадові особи — 8,3 %, місцева адміністрація — 1,4 %, національна еліта — 11,1 %, інші — 8,3 %.

## Міжнародна реакція
Міжнародна реакція була зосереджена на тиску на Аун Сан Су Чжі, щоб вона засудила звірства і вирішила проблеми з правами людини. Повноваження Су Чжі були обмежені Конституцією М'янми 2008 року, яка поставила ключові міністерства, такі як міністерство внутрішніх справ, прикордонних справ і оборони, під військовий контроль і зарезервувала 25 % місць у законодавчому органі для діючих військових офіцерів. Воєначальник Мін Аун Хлаїн вважається найвпливовішою людиною в країні, і в 2021 році він здійснив військовий переворот, захопивши контроль над урядом.

### Міжнародні організації: ООН та інші
Репресії військових М'янми проти рохінджа викликали критику з боку різних сторін. Правозахисна організація Amnesty International і такі організації, як Організація Об'єднаних Націй, назвали репресії військових проти меншини рохінджа злочином проти людяності, а також заявили, що військові зробили цивільних об'єктами «систематичної кампанії насильства».
Зокрема, Аун Сан Су Чжі критикували за її мовчання та бездіяльність у цьому питанні, а також її критикували за те, що вона не змогла перешкодити військовим порушувати права людини. У відповідь вона заявила: «покажіть мені країну без проблем з правами людини». Колишній голова ООН Кофі Аннан після тижневого візиту в штат Ракхайн висловив глибоку стурбованість повідомленнями про порушення прав людини в цьому регіоні. Він очолював комісію з дев'яти осіб, яка була сформована в серпні 2016 року для вивчення та надання рекомендацій щодо покращення ситуації в державі.
Державний департамент США висловив стурбованість насильством у штаті Ракхайн і переміщенням рохінджа. Уряд Малайзії засудив репресії в штаті Ракхайн, у країні тривають протести. Під час мітингу протесту на початку грудня прем'єр-міністр Малайзії Наджиб Разак розкритикував владу М'янми за військові репресії проти мусульман рохінджа та назвав триваюче переслідування «геноцидом». Малайзія заявила, що ситуація спричинила міжнародне занепокоєння, а також назвала насильство проти мусульманської меншини рохінджа «етнічною чисткою». Малайзія також скасувала два футбольні матчі з М'янмою на знак протесту проти репресій.
У листопаді 2016 року високопоставлений чиновник ООН Джон Маккісік звинуватив М'янму в проведенні етнічних чисток у штаті Ракхайн з метою звільнити його від мусульманської меншини. МакКіссік очолює агентство ООН у справах біженців, що базується в бангладешському містечку Кокс-Базар. Пізніше того ж місяця Бангладеш викликав представника М'янми у своїй країні, щоб висловити «надзвичайну стурбованість» переслідуваннями рохінджа.
У грудні 2016 року Організація Об'єднаних Націй різко засудила уряд М'янми за жорстоке поводження з народом рохінджа та назвала його підхід «черствим». ООН також закликала Аун Сан Су Чжі вжити заходів для припинення насильства проти рохінджа. У своєму звіті, опублікованому в лютому 2017 року, ООН заявила, що переслідування рохінджа включало серйозні порушення прав людини. Уповноважений ООН з прав людини Зейд Раад Аль Хусейн заявив: «Жорстокість, якої зазнали ці діти рохінджа, нестерпна — яка ненависть може змусити чоловіка врізати ножем дитину, яка волає про молоко матері?» Речник уряду заявив, що звинувачення дуже серйозні, і вони будуть розслідувані.
23 травня 2017 року військові М'янми оприлюднили звіт, у якому відкинули звинувачення, висунуті УВКПЛ у лютому, зазначивши, що «[і]з 18 звинувачень, включених до звіту УВКПЛ, 12 були визнані невірними, а решта шість звинувачень виявлено бути неправдивими та сфабрикованими звинуваченнями, заснованими на брехні та вигаданих твердженнях».
У грудні 2017 року коаліція з 69 правозахисних неурядових організацій призначила команду Незалежної місії зі встановлення фактів, до якої увійшли Amnesty International та Human Rights Watch, і закликала Раду Безпеки ООН вжити «негайних заходів» у відповідь на гуманітарну кризу, вивчивши «всі шляхи для забезпечення справедливості та відповідальності, в тому числі через міжнародні суди». Коаліція також закликала до ембарго на постачання зброї та цільових санкцій.
Окрема доповідь призначеної УВКПЛ Незалежної місії зі встановлення фактів 2018 року також рекомендувала Раді Безпеки ООН передати справу на розгляд Міжнародного кримінального суду відповідно до Глави VII Статуту або, як альтернативу, створити спеціальний міжнародний кримінальний трибунал. Вони також рекомендували «посилити моніторинг, документування, аналіз і публічну звітність щодо ситуації з правами людини», виділити відповідні ресурси, репатріацію «лише за умови безпечної, добровільної та гідної репатріації з чіткими гарантіями захисту прав людини», припинити оперативну підтримку «Татмадау», доки не буде забезпечена справжня прихильність до реформ і співпраці, а також створити цільовий фонд для жертв.
Базована у Вашингтоні Громадська група з міжнародного права і політики у своєму звіті за грудень 2018 року на основі понад 1000 інтерв'ю з біженцями рохінджа дійшла висновку, що існують «розумні підстави» вважати, що злочини проти людяності, воєнні злочини і геноцид були скоєні «Татмадау» проти населення рохінджа. У свою чергу, вони рекомендували «створити кримінальний трибунал або надати йому юрисдикцію для подальшого розслідування міжнародних злочинів, скоєних у штаті Ракхайн, і притягнення до відповідальності винних», а також «терміново створити механізм підзвітності або негайно передати ситуацію на розгляд МКС».
Незважаючи на те, що Японія підтримала уряд М'янми щодо звинувачень у геноциді, вона також пообіцяла в червні 2023 року запропонувати близько 2,9 мільйона доларів допомоги Управлінню Верховного комісара ООН у справах біженців для біженців рохінджа в Бангладеш.

### Звіт незалежної місії з встановлення фактів УВКПЛ
12 вересня 2018 року незалежна місія УВКПЛ із встановлення фактів у М'янмі опублікувала свій звіт для Ради ООН з прав людини. Після 875 інтерв'ю з жертвами та очевидцями з 2011 року було зроблено висновок, що «[бірманські] військові постійно не дотримуються міжнародного права прав людини і принципів міжнародного гуманітарного права щодо розрізнення, пропорційності та обережності». Ще до того, як у 2011 році почався останній інцидент масового переміщення рохінджа, у звіті було встановлено, що обмеження на подорожі, реєстрацію народження та освіту внаслідок відсутності громадянства рохінджа порушували права людини рохінджа. Під час масового переміщення майже 725 000 рохінджа до серпня 2018 року в сусідній Бангладеш внаслідок переслідувань з боку «татмадау» звіт зафіксував «грубі порушення прав людини та зловживання», такі як масові зґвалтування, вбивства, тортури та ув'язнення. Він також звинуватив Татмадау у злочинах проти людства, геноциді та етнічних чистках. У звіті місії рекомендовано, щоб шість бірманських генералів у Татмадау постали перед міжнародним судом за звірства, скоєні проти рохінджа.

### Розслідування за універсальною юрисдикцією
У 2019 році організація бірманських рохінджа Великої Британії подала скаргу про геноцид і злочини проти людяності, вчинені високопосадовцями М'янми проти мусульман рохінджа, до Федерального кримінально-виправного суду в Буенос-Айресі, Аргентина, відповідно до принципу «універсальної юрисдикції», закріпленого в конституції Аргентини. Аргентинський прокурор зібрав докази у справі та провів слухання у 2023 році, а суд розглядає можливість видачі міжнародного ордера на арешт.

### АСЕАН
За день до 30-го саміту АСЕАН, який відбувся 26 квітня 2017 року, агентство Reuters повідомило про військові операції М'янми проти рохінджа в листопаді 2016 року. Тим не менш, криза рохінджа не була включена до офіційного порядку денного саміту.
Однак лідери країн АСЕАН почали висловлювати занепокоєння з цього приводу. На зустрічі з іншими міністрами закордонних справ АСЕАН 19 грудня 2016 року міністр закордонних справ Малайзії Аніфах Аман закликав до колективних зусиль для вирішення кризи. Крім того, на 30-му саміті АСЕАН президент Індонезії Джоко Відодо обговорив питання кризи рохінджа з Су Чжи. Він підкреслив важливість стабільності в М'янмі для ширшої регіональної безпеки.
Нерішучість держав АСЕАН у коментуванні цього питання можна пояснити побоюванням, що посилення Китаю та його впливу в М'янмі може поставити під загрозу інтерес АСЕАН до цієї країни. Азім Ібрагім, автор книги «Рохінджа: Прихований геноцид у М'янмі», зазначив: «Взаємодія М'янми з АСЕАН, можливо, свідчить про її ширший підхід до міжнародних відносин».
Станом на 7 червня 2019 року АСЕАН оприлюднила звіт, в якому висловлюється оптимізм щодо того, що півмільйона рохінджа (так званих «мусульман») повернуться до М'янми через два роки. У звіті нібито замовчуються звірства, скоєні режимом Су Чжі. ООН поки що не коментує цю інформацію.

### НУО
Меттью Сміт з неурядової організації Fortify Rights сказав, що «[ми] тепер можемо сказати з високим рівнем впевненості, що очолювані державою сили безпеки та місцеві озброєні жителі вчинили масові вбивства». Сміт звинуватив бірманських військових у спробі вигнати всіх рохінджа з країни.

### Міжнародно-правові відповіді
11 листопада 2019 року за підтримки 57 країн Організації ісламського співробітництва Гамбія подала позов проти М'янми від імені рохінджа до Міжнародного суду ООН. Позов стверджував, що М'янма вчинила геноцид проти мусульманської меншини, і був поданий до Всесвітнього суду як спір між націями. Понад 740 000 рохінджа втекли до Бангладеш, але уряд наполягав на тому, що репресії в Ракхайні з 2017 року були необхідні для боротьби з тероризмом. Аун Сан Су Чжі особисто очолила групу юристів у Міжнародному суді ООН для захисту М'янми на перших відкритих слуханнях у цій справі 10–12 грудня 2019 року. Суд не постановив, чи несе М'янма відповідальність за геноцид. Проте в ній зазначено, що М'янма має вжити заходів у терміновому порядку для захисту мусульман рохінджа та збереження доказів можливого геноциду.
Крім того, 13 листопада 2019 року в Аргентині бірманська організація рохінджа Великої Британії подала федеральну справу за «універсальною юрисдикцією» — правова основа, згідно з якою будь-який штат може переслідувати певні тяжкі злочини незалежно від того, де було скоєно злочин і хто був причетний — проти Су Чжі та інших вищих військових і цивільних керівників. 14 листопада 2019 року Міжнародний кримінальний суд ООН санкціонував повне розслідування можливих злочинів проти рохінджа старшими військовими та цивільними посадовими особами. Це сталося після кількох звітів ООН із встановлення фактів. Технічно Міжнародний кримінальний суд не має юрисдикції в М'янмі, оскільки країна не є підписантом Римського статуту; однак позов до Міжнародного кримінального суду було дозволено, оскільки Бангладеш, куди втекло багато рохінджа, є підписантом договору.
У листопаді 2024 року прокурор МКС Карім Ахмад Хан попросив видати ордер на арешт Мін Аун Хлаїнга, вважаючи його відповідальним за злочини проти людяності за його роль у геноциді.

### Протести
Наприкінці листопада 2016 року в різних столицях азійських країн пройшли мусульманські протести. 8 вересня 2017 року в Азії в Бангладеш, Індонезії, Філіппінах, Малайзії та Пакистані відбулися протести на знак солідарності з народом рохінджа. Протести рохінджа також були проведені на початку вересня 2017 року в Мельбурні, Австралія. Додаткові акції протесту відбулися того ж місяця у Вашингтоні, округ Колумбія, у Сполучених Штатах, Кейптауні в Південній Африці та Джамму та Кашмірі в Індії. Акція протесту була запланована в Гонконзі.

## Критика і суперечки

### Установи ООН

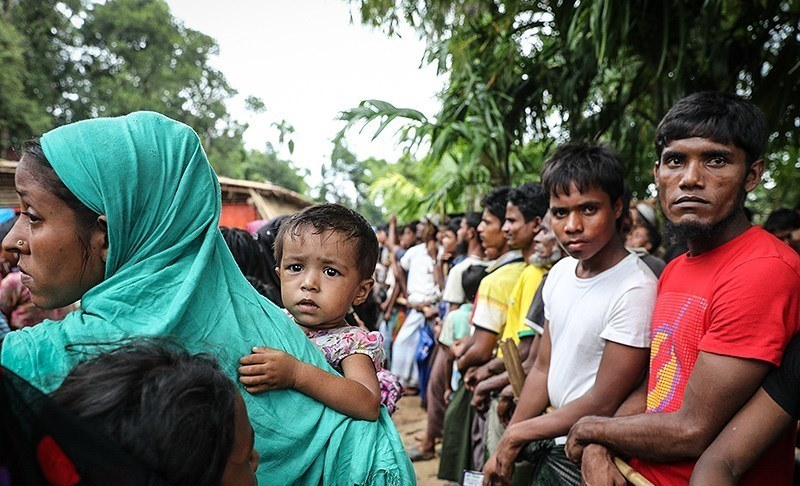
Рохінджа в таборі біженців Кутупалонг у Бангладеш, жовтень 2017 р.

Усі неурядові організації та гуманітарні агенції, включаючи агенції ООН, зобов'язані дотримуватися гуманітарних принципів гуманності, неупередженості, нейтралітету та незалежності. Як підкреслюється у звіті незалежної місії з встановлення фактів 2018 року, агентства ООН знали про переслідування рохінджа протягом майже трьох десятиліть, з п'ятьма послідовними спеціальними доповідачами щодо ситуації з правами людини в М'янмі, які були призначені з 1992 року. Однак у звіті Незалежної місії зі встановлення фактів зазначається: «Хоча М'янма неодноразово визначалася як кризова ситуація, що вимагає реагування „всієї Організації Об'єднаних Націй“, заснованого на дотриманні прав людини, такий підхід застосовувався рідко, якщо взагалі застосовувався. Натомість багато установ ООН продовжували надавати пріоритет цілям розвитку, гуманітарному доступу та „тихій дипломатії“. Цей підхід явно провалився, і Організація Об'єднаних Націй в цілому не змогла належним чином вирішити проблеми з правами людини в М'янмі. Навіть зараз цей підхід не демонструє жодних ознак засвоєння уроків, оскільки права людини відсутні в угодах, нещодавно підписаних з урядом».
Постійні спроби ООН співпрацювати з урядом М'янми, незважаючи на небажання уряду визнавати чи розглядати переслідування рохінджа з боку збройних сил М'янми, призвели до погіршення гуманітарної кризи. Хоча цей підхід відповідає загальноприйнятій інтерпретації інших гуманітарних принципів, таких як нейтралітет і неупередженість, він нехтує основним гуманітарним принципом гуманності. Наприклад, закрита внутрішня доповідь ООН жорстко критикувала команду ООН у країні за неефективне зосередження на розвитку та інвестиціях, а не на усуненні основних причин переслідувань. Більше того, у вересні 2017 року BBC розслідувала, що, намагаючись сприяти інвестиціям у М'янму, представники ООН перешкоджали активістам-правозахисникам відвідувати райони рохінджа, намагалися припинити громадську пропаганду з цього питання та ізолювали персонал, який попереджав про етнічні чистки. Незважаючи на цю критику підходу ООН, у червні 2018 року ПРООН і УВКБ ООН уклали Меморандум про взаєморозуміння з урядом М'янми, який передбачає відшкодування Рохінджа М'янмі. 13 листопада 2018 року план репатріації початкових 2200 рохінджа було скасовано через протести біженців рохінджа.

### Міжнародна критика з різних джерел
Триваючий геноцид проти народу рохінджа викликав різку критику на міжнародному рівні, а також викликав серйозне занепокоєння щодо проблем прав людини, які стосуються його. Міжнародні спільноти та правозахисні організації описали насильство як етнічну чистку та геноцид . Невдовзі після того, як сили безпеки та буддистська поліція розпочали «розмінні операції», світові лідери попередили владу М'янми, щоб уникнути жертв серед цивільного населення. Наприкінці вересня колегія з семи членів Постійного народного трибуналу звинуватила М'янму в проведенні геноциду проти груп меншин рохінджа та качин. Вердикт було винесено після п'ятиденного судового розгляду, який проходив на юридичному факультеті Університету Малайї, під час якого розглядалися різні документальні матеріали, думки експертів і свідчення потерпілих. Трибунал виніс 17 рекомендацій, включаючи демілітаризацію штату Ракхайн і скасування дискримінаційного закону про громадянство. Глава ООН з прав людини Зейд бін Раад назвав переслідування «хрестоматійним прикладом етнічної чистки». 5 грудня 2017 року Раад оголосив, що за міжнародними законами про права людини переслідування рохінджа може вважатися геноцидом. У листопаді британський прем'єр-міністр Тереза Мей і держсекретар США Рекс Тіллерсон назвали ситуацію «етнічною чисткою», а президент Франції Еммануель Макрон назвав це геноцидом.
Після дворічного розслідування ситуації з етнічною меншиною рохінджа правозахисна організація Amnesty International опублікувала звіт, у якому зазначено, що заборонена територія, в якій проживає народ рохінджа, є «в'язницею під відкритим небом», де вони живуть під загрозою "порочної системи інституціоналізованої дискримінації та сегрегації ", яка обмежує їхні права людини, свободу пересування та доступ до їжі, медичної допомоги та освіти. Amnesty International зазначає, що меншина рохінджа обмежена своїми селами, містечками та погано доглянутими таборами, які відрізані від решти М'янми, а подорожі між їхніми селами суворо обмежені. Поїздки між селищами підлягають складній процедурі отримання дозволу, і навіть тоді тих, кому дозволено подорожувати, регулярно переслідують, фізично катують або заарештовують. Правозахисна група заявила, що всі ці «систематичні» акти дискримінації та переслідування становлять апартеїд.

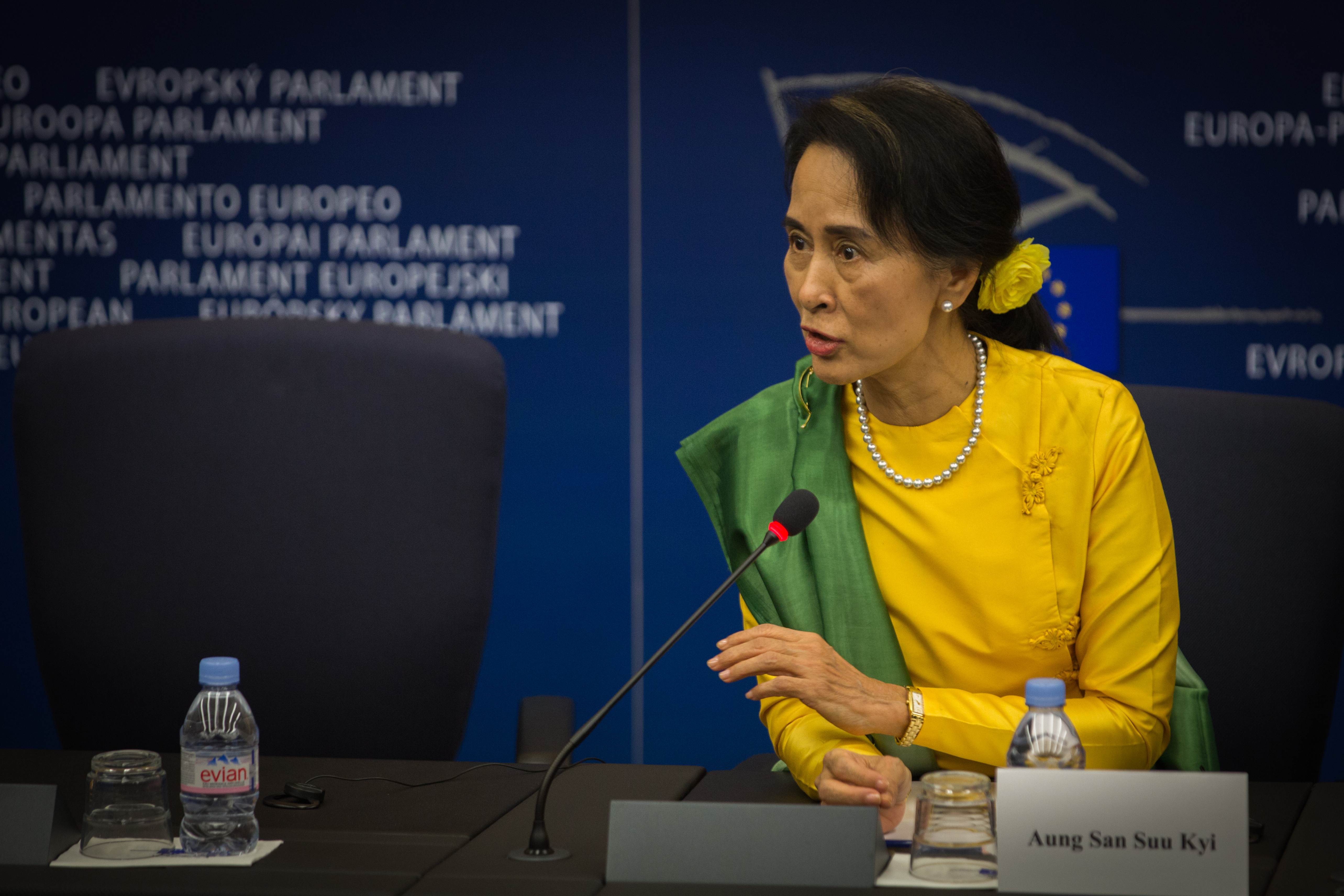
Лідерка М'янми та державна радниця Аун Сан Су Чжі

У 2016 році Аун Сан Су Чжі критикували за її мовчання щодо цього питання та підтримку військових дій. За «бездіяльність» у боротьбі з шаленим насильством її звільнили від нагороди «Свобода Оксфорда» 1997 року. Інші стверджують, що оскільки армія зберігає значну автономію та владу в уряді, вона може бути безсилою контролювати їх. Її бездіяльність від імені рохінджа змусила іншу лауреатку Нобелівської премії миру Малалу Юсуфзай закликати до дій. Багато людей вимагали скасування Нобелівської премії Су Чжі. Лауреат Нобелівської премії миру Дезмонд Туту також розкритикував позицію Су Чжі щодо захисту військових дій. The Economist розкритикував позицію Су Чжі, стверджуючи: «насильство в Ракхайні досягло такого безсовісного рівня, що не може бути жодного виправдання для подальшої пасивності».
Прямі санкції проти бірманських військових і накладення штрафів на фірми, які ведуть бізнес з компаніями, пов'язаними з ними, на кшталт санкцій, які були введені Сполученими Штатами та іншими країнами в минулому, були запропоновані як найкраща відповідь на насильство. За словами The Economist, «На бірманську армію нелегко вплинути, але економічна і дипломатична ізоляція, здається, зіграла певну роль у тому, що вона здала свою владу в першу чергу».

### Суперечка щодо управління контентомFacebook
Голова Незалежної міжнародної місії ООН зі встановлення фактів у М'янмі заявив, що Facebook відіграв «визначальну роль» у геноциді рохінджа. Facebook звинувачують у сприянні поширенню ісламофобського контенту, спрямованого проти народу рохінджа. Рада ООН з прав людини назвала платформу «корисним інструментом для тих, хто прагне поширювати ненависть».
Ініціатива internet.org з'явилася в М'янмі у 2015 році. Відносно нещодавній перехід М'янми до демократії не надав країні достатньо часу для формування професійних і надійних медіа, вільних від втручання уряду. Крім того, до появи internet.org приблизно 1 % жителів М'янми мали доступ до інтернету. Як наслідок, Facebook став основним джерелом інформації, а за відсутності перевірених професійних медіа він перетворився на розсадник мови ворожнечі та дезінформації. «Чутки, що циркулювали серед сімейних або дружніх мереж у Facebook, сприймалися користувачами як такі, що не відрізняються від перевірених новин». Серед поширених антирохінджа настроїв — високий рівень народжуваності серед мусульман, зростання їхнього економічного впливу та плани захоплення країни. Facebook-спільнота М'янми також майже повністю не контролювалася Facebook, який на той час мав лише двох бірманськомовних співробітників.
У відповідь Facebook видалив акаунти, які належали Збройним силам М'янми, оскільки вони раніше використовували Facebook для розпалювання ненависті до народу рохінджа, а зараз «беруть участь у скоординованій неавтентичній поведінці». У лютому 2021 року Facebook заборонив військовим М'янми користуватися своєю платформою і встановив правила для заборони бізнесу, пов'язаного з «Татмадау».
Акаунт військових М'янми був не єдиним акаунтом, який підбурював до насильства. В огляді, проведеному Facebook у 2018 році, Facebook «заборонив акаунти та сторінки, пов'язані з військовослужбовцями М'янми, які, за даними ООН, несуть безпосередню відповідальність за етнічні чистки в Ракхаїні. Заборонені акаунти мали широке охоплення в країні, оскільки за ними стежили майже 12 мільйонів акаунтів, що становить близько половини всіх користувачів Facebook у М'янмі».
6 грудня 2021 року близько сотні біженців рохінджа подали позов проти Facebook на суму 150 мільярдів доларів США, стверджуючи, що компанія не зробила достатньо для запобігання поширенню мови ворожнечі проти рохінджа, оскільки була зацікавлена в пріоритетному залученні користувачів. 10 грудня 2021 року шістнадцять молодих людей рохінджа, які проживають у таборі біженців Кокс-Базар, подали скаргу на Facebook до Ірландського національного контактного пункту щодо Керівних принципів ОЕСР для багатонаціональних підприємств, стверджуючи, що Facebook порушив ці керівні принципи і зобов'язався надати їм компенсацію. Основними позивачами у цій справі були члени громадської організації рохінджа «Араканське товариство рохінджа за мир і права людини» (ARSPH). Мохібулла, який заснував ARSPH і очолив зусилля біженців рохінджа, що живуть у таборах, щоб притягнути Facebook до відповідальності, був убитий трохи більше двох місяців тому.
27 грудня 2023 року сотні студентів з різних університетів в Ачех, Індонезія, таких як: Університету Абулятама, Університету Біна Бангса Гетемпена та Університету Мухаммадії Ачех, штурмували притулок для біженців рохінджа і витіснили їх з конференц-центру в місті Банда-Ачех, вимагаючи їх депортації. Студенти били ногами по речах чоловіків, жінок і дітей рохінджа, які сиділи на підлозі і плакали від страху. Вони також палили шини і скандували різні гасла, спрямовані проти рохінджа. Вважається, що протест був викликаний Facebook через антирохінджа настрої, які поширилися через додаток.

## Вплив на навколишнє середовище
Багато рохінджа, які були витіснені через насильство, втекли до Кокс-Базару в Бангладеш. Ця територія вважається кліматично вразливою та піддається ризику погодних явищ, таких як сильні дощі, зсуви, раптові повені та тропічні циклони. Збройні конфлікти в М'янмі становлять значну загрозу навколишньому середовищу та сприяють зменшенню лісового покриву, який, за оцінками, становить 0,87 % на рік. Більшість втрат лісів у М'янмі відбувається на периферії збройних конфліктів або може бути безпосередньо пов'язано з конфліктом.
Військові операції в штаті Ракхайн призвели до значної шкоди навколишньому середовищу та екосистемам штату, що призвело до того, що понад 90 % сіл були частково або повністю знищені вогнем. Це було пов'язано з поширеністю підпалів і спалень, які використовували бірманські військові. Штат Ракхайн зазнав значної втрати лісового покриву та втрати культивованих водно-болотних угідь. масштаб шкоди був надзвичайно високим, оскільки до конфлікту в штаті Ракхайн переважав лісовий покрив. Після військової операції всі форми екологічного покриву землі, такі як культурні болота, були знищені.
Міграція мусульман рохінджа в Бангладеш призвела до повсюдної деградації навколишнього середовища. Щоб полегшити потребу в житлових приміщеннях для біженців, сходи та тераси були врізані в існуючий ландшафт. Щоб задовольнити попит на поселення для біженців рохінджа, 3713 акрів лісу було вирубано в лісових масивах Ухія, Вайконг і Текнаф уздовж кордону М'янми та Бангладеш для будівництва тимчасового житла. Через потребу в паливних ресурсах для приготування їжі місцеві жителі вирубують ліс для продажу поселенцям-біженцям. Потреба в паливі для приготування їжі була значною рушійною силою втрати лісового покриву в регіоні. Ці проблеми з використанням лісів призводять до деградації критичних середовищ існування, що загрожує дикій природі регіону. Одним із таких прикладів є розширення табору Кутупалонг. Ця експансія вторглася на шлях міграції азійських слонів, що перебувають під загрозою зникнення.
Табір біженців Кутупалонг Рохінджа в Бангладеш був визнаний найбільшим табором біженців у 2018 році, займаючи 1328 акрів лісових угідь. Ці тимчасові табори піддаються екологічним ризикам, таким як зсуви та раптові повені. Ці умови в поєднанні з ґрунтовими та слизькими дорогами становлять ризик для людей похилого віку, молоді та жінок рохінджа. Відходи в цих таборах для біженців також є проблемою, оскільки щомісяця збирають понад 100 тонн одноразових відходів.